# Nagy Gergely (labdarúgó)
Nagy Gergely (Cegléd, 1994. május 27. –) magyar labdarúgó, kapus, a Videoton játékosa.

## Pályafutása

### Klubcsapatokban
2008-ban a Győri ETO ifjúsági együtteséhez került, majd 2010-ben a második csapatban játszott. 2012-ben az első csapat keretében védett, május 27-én mutatkozott be a Lombard Pápa elleni 2–0-ra megnyert mérkőzésen. 2014-ben Dunaújvárosba igazolt, és augusztus 2-án a Videoton elleni idegenbeli mérkőzésen szerepelt először a csapatban. A szezont 20 mérkőzéssel és 29 kapott góllal zárta. 2015-ben a Vasashoz távozott, július 18-án kezdőként lépett pályára a Diósgyőr elleni idegenbeli mérkőzésen. 2018-ig a piros-kékeknél 64 bajnoki mérkőzésen védett. 2018 és 2019 között majd 2021 és 2023 között összesen 69 mérkőzésen szerepelt a Paksi FC-nél. Görögországban idegenlégiós volt a Lárisza, a PASZ Lamía és a PASZ Jánina együttesénél. 2024-ben a Videotonhoz igazolt.

### A válogatottban
2011 és 2012 között 5 mérkőzésen védte az U17-es válogatott kapuját. 2012-ben az U18-as válogatottban is szerepet kapott 4 alkalommal. 
Az U19-es válogatott 5 mérkőzésén játszott. 
2014 szeptemberében behívták az U21-es válogatottba, de nem pályára lépett. 2014. október 10-én mutatkozott be a Magyarország – Oroszország (1–1) mérkőzésen. 2016-ig összesen 12-szer lépett pályára az U21-es válogatottban.

## Sikerei, díjai

### Klubcsapatokkal
Győri ETO
- Magyar bajnokság (1): 2012–13
- Magyar bajnokság ezüstérmes (1): 2013–14
- Magyar szuperkupa (1): 2013
- Magyar kupa ezüstérmes (1): 2012–13

 Vasas
- Magyar bajnokság bronzérmes (1): 2016–17
- Magyar kupa ezüstérmes (1): 2016–17

 Paks
- Magyar kupa ezüstérmes (1): 2021–22